# Primo ministro di Anguilla
Il Primo ministro di Anguilla (in lingua inglese Premier of Anguilla) è il capo del governo di Anguilla. Dal 30 giugno 2020 è Ellis Webster.

## Elenco dei Chief Ministers
| Nominativo       | Durata della carica                |
| ---------------- | ---------------------------------- |
| Ronald Webster   | 10 febbraio 1976 - 1 febbraio 1977 |
| Emile Gumbs      | 1 febbraio 1977 - 28 maggio 1980   |
| Ronald Webster   | 28 maggio 1980 - 12 marzo 1984     |
| Emile Gumbs      | 12 marzo 1984 - 16 marzo 1994      |
| Hubert Hughes    | 16 marzo 1994 - 6 marzo 2000       |
| Osbourne Fleming | 6 marzo 2000 - 16 febbraio 2010    |
| Hubert Hughes    | 16 febbraio 2010 - 23 aprile 2015  |
| Victor Banks     | 23 aprile 2015 - 13 maggio 2019    |

## Elenco dei primi ministri
| Nominativo    | Durata della carica             |
| ------------- | ------------------------------- |
| Victor Banks  | 14 maggio 2019 - 30 giugno 2020 |
| Ellis Webster | 30 giugno 2020 - in carica      |